# Nižný Hrabovec
Nižný Hrabovec é um município da Eslováquia, situado no distrito de Vranov nad Topľou, na região de Prešov. Tem 11,29 km² de área e sua população em 2018 foi estimada em 1.668 habitantes.

## Demografia
| Ano:        | 1994 | 2004    | 2014   | 2024   |
| ----------- | ---- | ------- | ------ | ------ |
| Broj ljudi: | 1372 | 1611    | 1634   | 1570   |
| Razlika:    |      | +17,41% | +1,42% | -3,91% |

| Ano:               | 2023 | 2024   |
| ------------------ | ---- | ------ |
| Número de pessoas: | 1594 | 1570   |
| Diferença:         |      | -1,50% |